# Dot da Genius
Oladipo Omishore (1986. július 17. -), művésznevén Dot da Genius, amerikai producer New Yorkból. Legismertebb munkája Kid Cudi "Day 'n' Nite" kislemeze és a Man of the Moon sorozata. A clevelandi előadóval sokat dolgozott együtt, egy együttest is alapítottak WZRD néven. Dot da Genius szerződést kötött a Universal Music Grouppal, illetve elindította saját kiadóját, a HeadBanga Muzik Group-ot. Együttműködött többek között King Chippel és Jhené Aikoval.

## Diszkográfia

### Kislemezek
| Cím                                                            | Év   | Slágerlisták | Slágerlisták | Slágerlisták | Slágerlisták | Slágerlisták | Slágerlisták | Slágerlisták | Slágerlisták | Slágerlisták | Slágerlisták | Minősítések                                                  | Album                                |
| Cím                                                            | Év   | US           | US R&B       | US Rap       | AUS          | CAN          | FRA          | GER          | NZ           | SWE          | UK           | Minősítések                                                  | Album                                |
| -------------------------------------------------------------- | ---- | ------------ | ------------ | ------------ | ------------ | ------------ | ------------ | ------------ | ------------ | ------------ | ------------ | ------------------------------------------------------------ | ------------------------------------ |
| "Day 'n' Nite" (Kid Cudi)                                      | 2008 | 3            | 5            | —            | 15           | 10           | 8            | 13           | 11           | 31           | 2            | - RIAA: 3× Platina - ARIA: Arany - BPI: Arany - RIANZ: Arany | Man on the Moon: The End of Day      |
| "No One Believes Me" (Kid Cudi)                                | 2011 | —            | —            | —            | —            | —            | —            | —            | —            | —            | —            |                                                              | Frászkarika – Veszélyes éj számlista |
| "The Scotts" (Kid Cudi és Travis Scott, The Scotts néven)      | 2020 | 1            | 1            | 1            | 4            | 1            | 2            | 8            | 2            | 8            | 11           | - RIAA: Platina - ARIA: Arany - RMNZ: Arany                  | The Scotts                           |
| "The Adventures of Moon Man & Slim Shady" (Kid Cudi és Eminem) | 2020 | 22           | 15           | 13           | 90           | 20           | —            | —            | —            | —            | 44           |                                                              | nem szerepelt albumon                |

### További dalok
| Év   | Cím                               | Előadó                  | Album                                                      |
| ---- | --------------------------------- | ----------------------- | ---------------------------------------------------------- |
| 2008 | Day 'n' Nite                      | Kid Cudi                | A Kid Named Cudi                                           |
| 2008 | Cleveland is the Reason           | Kid Cudi                | A Kid Named Cudi                                           |
| 2008 | Dat New New (nem jelent meg)      | Kid Cudi                | A Kid Named Cudi                                           |
| 2009 | Who's Hotter                      | Mickey Factz            | nem albumon                                                |
| 2009 | Day 'n' Nite (Nightmare)          | Kid Cudi                | Man on the Moon: The End of Day                            |
| 2009 | Highs 'n' Lows (nem jelent meg)   | Kid Cudi                | Man on the Moon: The End of Day                            |
| 2009 | Know Why (nem jelent meg)         | Kid Cudi                | Man on the Moon: The End of Day                            |
| 2009 | Dose of Dopeness (nem jelent meg) | Kid Cudi                | Man on the Moon: The End of Day                            |
| 2010 | Insensibile                       | Fabri Fibra             | Controcultura                                              |
| 2010 | In Alto                           | Fabri Fibra             | Controcultura                                              |
| 2010 | Marijuana                         | Kid Cudi                | Man on the Moon II: The Legend of Mr. Rager                |
| 2010 | Trapped in My Mind                | Kid Cudi                | Man on the Moon II: The Legend of Mr. Rager                |
| 2010 | Maybe                             | Kid Cudi                | Man on the Moon II: The Legend of Mr. Rager                |
| 2011 | No One Believes Me                | Több előadó             | Music from and Inspired by the Motion Picture Fright Night |
| 2012 | Ride 4 U                          | Chip tha Ripper         | Tell Ya Friends                                            |
| 2012 | Banga                             | Rilgood                 | JFK                                                        |
| 2012 | Broke Broke                       | Micahfonecheck          | August Rush                                                |
| 2012 | So Committed                      | D-WHY                   | Don't Flatter Yourself                                     |
| 2012 | Cari Zalioni                      | Mr. MFN eXquire         | Power & Passion                                            |
| 2013 | La Solitudine Dei Numeri Uno      | Fabri Fibra             | Guerra e Pace                                              |
| 2013 | Nemico Pubblico                   | Fabri Fibra             | Guerra e Pace                                              |
| 2013 | Alta Vendita                      | Fabri Fibra             | Guerra e Pace                                              |
| 2013 | Immortal                          | Kid Cudi                | Indicud                                                    |
| 2013 | Girls                             | Kid Cudi                | Indicud                                                    |
| 2013 | Rollin                            | Rockie Fresh            | The Birthday Tape                                          |
| 2013 | Police in the Truck               | King Chip               | 44108                                                      |
| 2013 | Untitled                          | Mr. MFN eXquire         | Kismet: Blue Edition                                       |
| 2013 | Young Kings                       | Rilgood                 | Kingdom                                                    |
| 2013 | Drinking and Driving              | Több előadó             | Saint Heron                                                |
| 2014 | Too Bad I Have to Destroy You Now | Kid Cudi                | Satellite Flight: The Journey to Mother Moon               |
| 2014 | Limbo Limbo Limbo                 | Jhené Aiko              | Souled Out                                                 |
| 2014 | Wading                            | Jhené Aiko              | Souled Out                                                 |
| 2014 | Everything I Am                   | Több előadó             | LA Leakers & LRG Presents: Leaks of the Industry '14       |
| 2015 | Cosa Avevi Capito?                | Fabri Fibra             | Squallor                                                   |
| 2015 | Normally                          | Audio Push              | Good Vibe Tribe                                            |
| 2016 | Vegetables                        | Jesse Boykins III       |                                                            |
| 2016 | Through the Late Night            | Travis Scott            | Birds in the Trap Sing McKnight                            |
| 2016 | Alone / EA6                       | 6LACK                   | Free 6LACK                                                 |
| 2016 | Kitchen                           | Kid Cudi                | Passion, Pain & Demon Slayin'                              |
| 2016 | Cosmic Warrior                    | Kid Cudi                | Passion, Pain & Demon Slayin'                              |
| 2016 | The Guide                         | Kid Cudi                | Passion, Pain & Demon Slayin'                              |
| 2017 | Teleprompters                     | Talib Kweli és Styles P | The Seven                                                  |
| 2017 | LSD                               | Jhené Aiko              | Trip                                                       |
| 2017 | New Balance                       | Jhené Aiko              | Trip                                                       |
| 2017 | Nobody                            | Jhené Aiko              | Trip                                                       |
| 2017 | Bad Trip (Interlude)              | Jhené Aiko              | Trip                                                       |
| 2017 | Ascension                         | Jhené Aiko              | Trip                                                       |
| 2017 | Hello Ego                         | Jhené Aiko              | Trip                                                       |
| 2017 | Clear My Mind                     | Jhené Aiko              | Trip                                                       |
| 2020 | Beautiful Trip                    | Kid Cudi                | Man on the Moon III: The Chosen                            |
| 2020 | Tequila Shots                     | Kid Cudi                | Man on the Moon III: The Chosen                            |
| 2020 | Another Day                       | Kid Cudi                | Man on the Moon III: The Chosen                            |
| 2020 | She Knows This                    | Kid Cudi                | Man on the Moon III: The Chosen                            |
| 2020 | Dive                              | Kid Cudi                | Man on the Moon III: The Chosen                            |
| 2020 | Damaged                           | Kid Cudi                | Man on the Moon III: The Chosen                            |
| 2020 | Heaven on Earth                   | Kid Cudi                | Man on the Moon III: The Chosen                            |
| 2020 | Show Out                          | Kid Cudi                | Man on the Moon III: The Chosen                            |
| 2020 | Solo Dolo, Pt. III                | Kid Cudi                | Man on the Moon III: The Chosen                            |
| 2020 | Sad People                        | Kid Cudi                | Man on the Moon III: The Chosen                            |
| 2020 | Elsie's Baby Boy (Flashback)      | Kid Cudi                | Man on the Moon III: The Chosen                            |
| 2020 | Sept. 16                          | Kid Cudi                | Man on the Moon III: The Chosen                            |
| 2020 | The Void                          | Kid Cudi                | Man on the Moon III: The Chosen                            |
| 2020 | Lovin' Me                         | Kid Cudi                | Man on the Moon III: The Chosen                            |
| 2020 | The Pale Moonlight                | Kid Cudi                | Man on the Moon III: The Chosen                            |
| 2020 | Rockstar Knights                  | Kid Cudi                | Man on the Moon III: The Chosen                            |
| 2020 | 4 Da Kidz                         | Kid Cudi                | Man on the Moon III: The Chosen                            |
| 2020 | Lord I Know                       | Kid Cudi                | Man on the Moon III: The Chosen                            |